# Buildwas Abbey
Buildwas Abbey ist ein ehemaliges Zisterzienserkloster in England. Seine Ruine liegt in der Nähe des Dorfs Buildwas am südlichen Ufer des Flusses Severn in der Grafschaft Shropshire, rund 3 km westlich von Ironbridge und 10 km südlich von Telford.

## Geschichte
Das Kloster wurde im Jahr 1135 von Roger de Clinton, dem Bischof von Chester, gestiftet und von Furness Abbey besiedelt. Es gehörte der Kongregation von Savigny an, mit der es sich 1147 dem Zisterzienserorden anschloss. Somit kam es zur Filiation der Primarabtei Clairvaux. Gegen 1171 wurde Dunbrody Abbey in Irland Buildwas unterstellt, ebenso Basingwerk Abbey in Wales. Um 1228 wurde auch Kilbeggan Abbey in Irland Buildwas unterstellt. 1328 wurden Buildwas auch Whitland Abbey und dessen Tochterkloster Strata Marcella Abbey in Wales unterstellt. Die nicht sehr begüterte Abtei bezog Einkünfte aus dem Zoll einer Brücke über den Severn. Die Lage nahe der Grenze zu Wales führte zu wiederholten Angriffen von dort aus, so 1350 und 1406. 1342 wurde der Abt des relativ unbedeutenden Klosters von einem Mitbruder ermordet. Im Jahr 1536 wurde Buildwas Abbey mit den kleineren Abteien von der Krone eingezogen und an Edward Grey, den Lord Powis, verliehen. Abtshaus und Krankenstube wurden im 17. Jahrhundert in ein Herrenhaus für die Familie Moseley einbezogen. Heute untersteht die Anlage zum größten Teil dem Department of the Environment und wird von English Heritage betreut.

## Anlage und Bauten

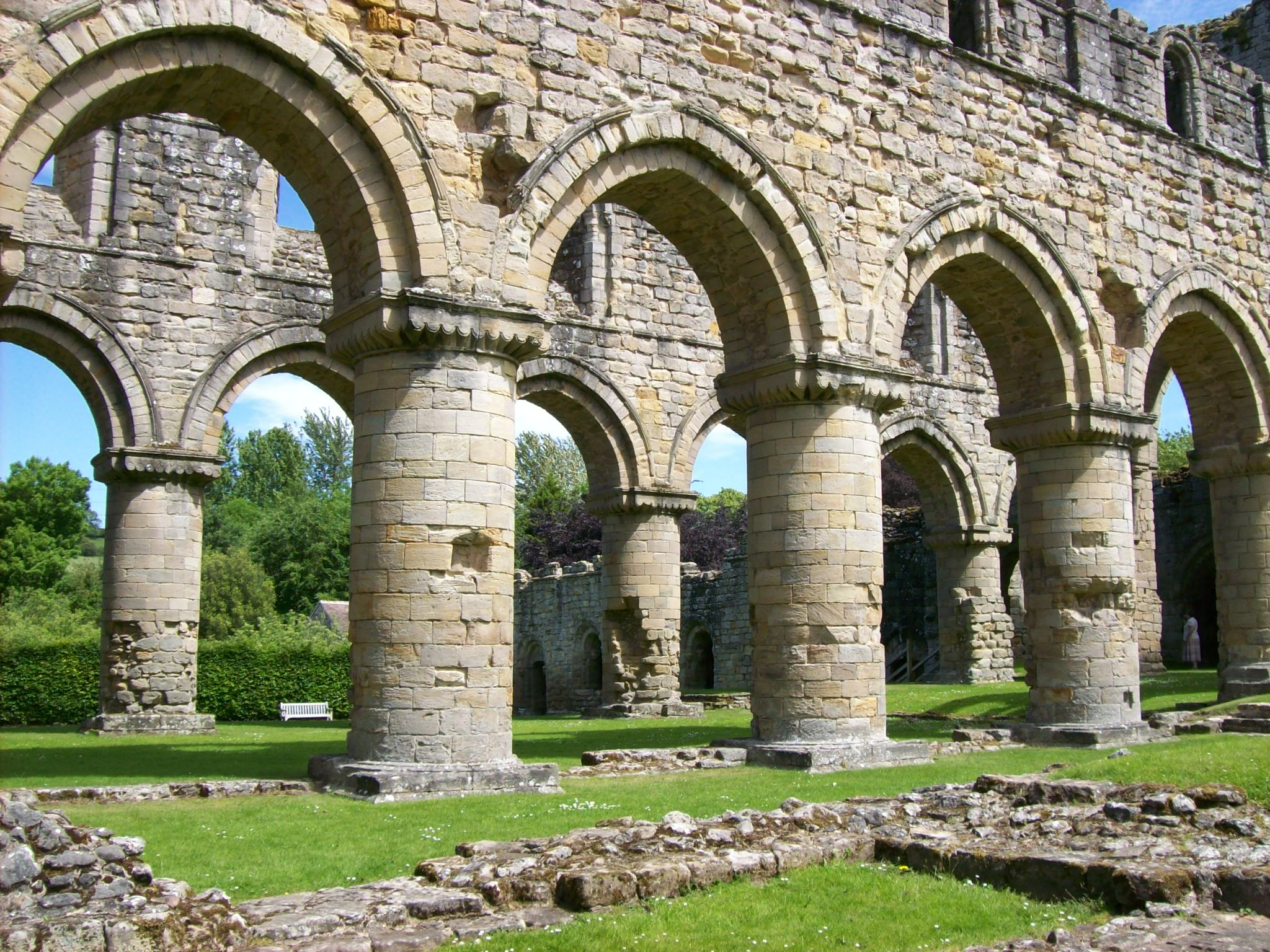
Ruine der Klosterkirche

Die weitgehend ruinös erhaltene romanische Kirche wurde zwischen 1133 und 1200 errichtet. Sie entspricht dem bernhardinischen Plan mit einem kleinen Rechteckchor zu zwei Jochen, Querschiff (22 m lang) mit je zwei Seitenkapellen im Osten und dreischiffigem Langhaus (Länge 52 m) mit zylindrischen Säulen mit leicht spitzbogigen Langhausarkaden zu sieben Jochen mit Fenstern im Obergaden. In der Westfassade, die kein Tor aufweist, befinden sich im Mittelschiff zwei rundbogige Fenster, die Ostfassade weist drei Lanzettfenster auf. Die Mauern des Vierungsturms sind weitgehend erhalten, ebenso die des Südquerhauses. Die Klausur lag im Norden (links) von der Kirche. Von ihr haben sich im Wesentlichen der Kapitelsaal mit vier Pfeilern mit Blattkapitellen und neun Jochen und die Sakristei erhalten. Vom Konversenbau sind nur noch Reste vorhanden.